# Armeau
Armeau – miejscowość i gmina we Francji, w regionie Burgundia-Franche-Comté, w departamencie Yonne.
Według danych na rok 1990 gminę zamieszkiwało 455 osób, a gęstość zaludnienia wynosiła 44 osoby/km² (wśród 2044 gmin Burgundii Armeau plasuje się na 492. miejscu pod względem liczby ludności, natomiast pod względem powierzchni na miejscu 910.).

## Bibliografia

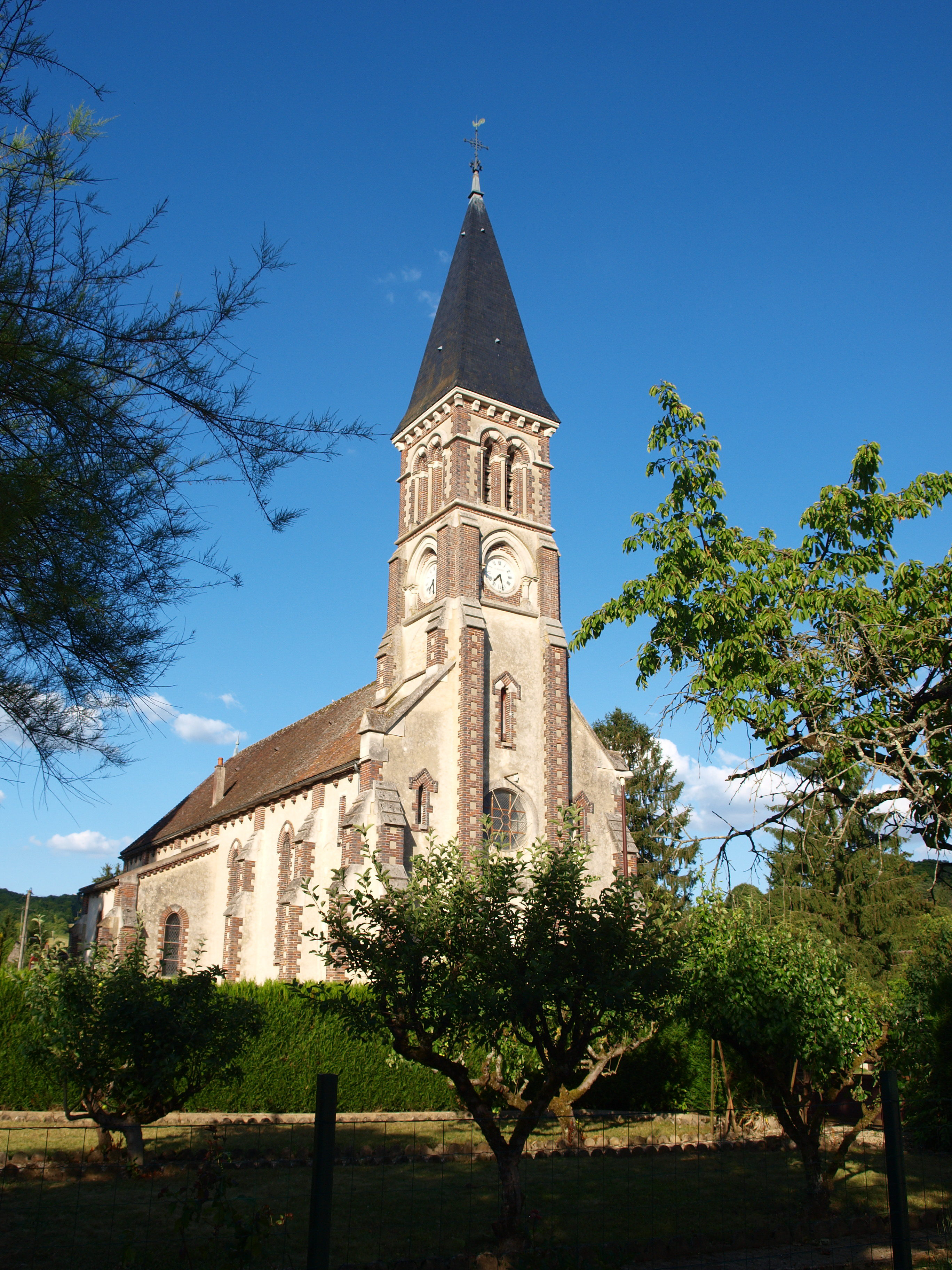